# Grigore Vieru
Grigore Vieru (ur. 14 lutego 1935 w Pererîcie, zm. 18 stycznia 2009 w Kiszyniowie) – mołdawski poeta.

## Lata młodości

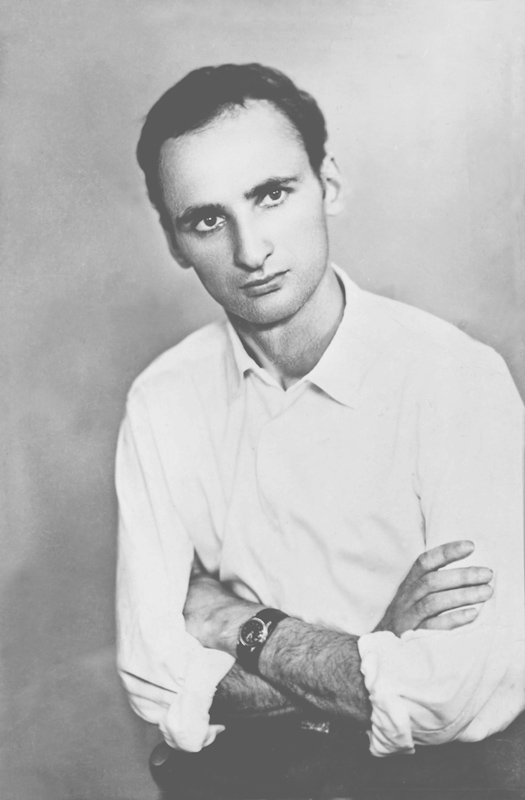
Vieru w latach 60.

Syn Pavla i Eudochii, z d. Didic. W rodzinnej miejscowości uczęszczał do siedmioklasowej szkoły podstawowej, natomiast w 1953 roku ukończył szkołę średnią w Lipkanach. W 1958 roku ukończył studia na wydziale historyczno-filologicznym Uniwersytetu Pedagogicznego im. Iona Creangi w Kiszyniowie.

## Kolejne lata

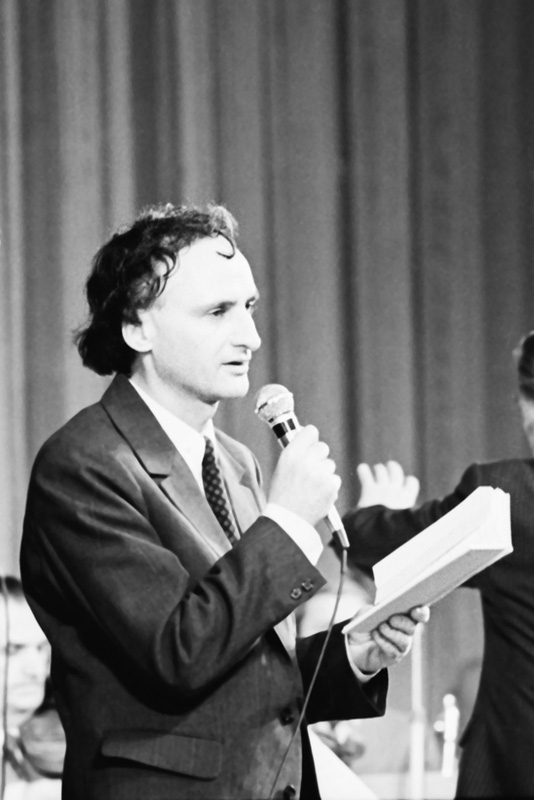
Vieru w 1972 roku

Zadebiutował w 1957 roku tomikiem wierszy dla dzieci zatytułowanym Alarma. Rok później ukazał się kolejny zbiór wierszy dla dzieci, Muzicuțe. Po ukończeniu studiów został redaktorem czasopisma dla dzieci „Scânteia leninistă”, w 1960 roku był redaktorem gazety „Nistru”, natomiast w latach 1960–1963 pracował w wydawnictwie Cartea Moldovenească, w którym wydał kolejne dwa tomy wierszy dla dzieci, Făt-Frumos curcubeul i Bună ziua, fulgilor!. W 1963 roku ukazały się także jego kolejne książki dla dzieci: Mulțumim pentru pace (wiersze) oraz Făgurași (zbiór wierszy, bajek i piosenek). Dwa lata później wydał książkę Versuri pentru cititorii de toate vârstele z przedmową Iona Druțy, za który otrzymał republikańską nagrodę komsomołu Mołdawii. W 1968 roku opublikował zbiór wierszy Numele tău z przedmową Druțy, który zebrał pozytywne recenzje krytyków za oryginalność. W kolejnych latach ukazały się również m.in. Duminica cuvintelor (1969), Trei iezi (1970), Versuri (1971), Aproape (1974), Steaua de vineri (1978), Fiindcă iubesc (1980), Izvorul și clipa (1981), Taina care mă apără (1983), Poftim de intrați (1985), Rădăcina de foc (1988), Frumoasă-i limba noastră (1990), Hristos nu are nici o vină (1991), Curățirea fântânei (1993), Rugăciune pentru mama (1994), Văd și mărturisesc (1996). Łącznie napisał ponad 60 zbiorów poezji. Wiele z jego utworów zostało inspiracją dla uznanych mołdawskich piosenkarzy, np. Anastasii Lazariuc czy Sofii Rotaru. W swoich tekstach Vieru nawiązywał do pieśni ludowych i liturgii, a jego wiersze cechowała muzykalność.
W latach 80. zaangażował się w działalność ruchu na rzecz zjednoczenia Rumunii i Mołdawii, a w 1989 roku został wybrany do Rady Najwyższej Mołdawskiej SRR.
W 1990 roku został członkiem Academia Română, a w 1993 roku uzyskał status członka korespondenta. Ponadto w 1990 roku został honorowym członkiem zagranicznym tej instytucji.

## Śmierć

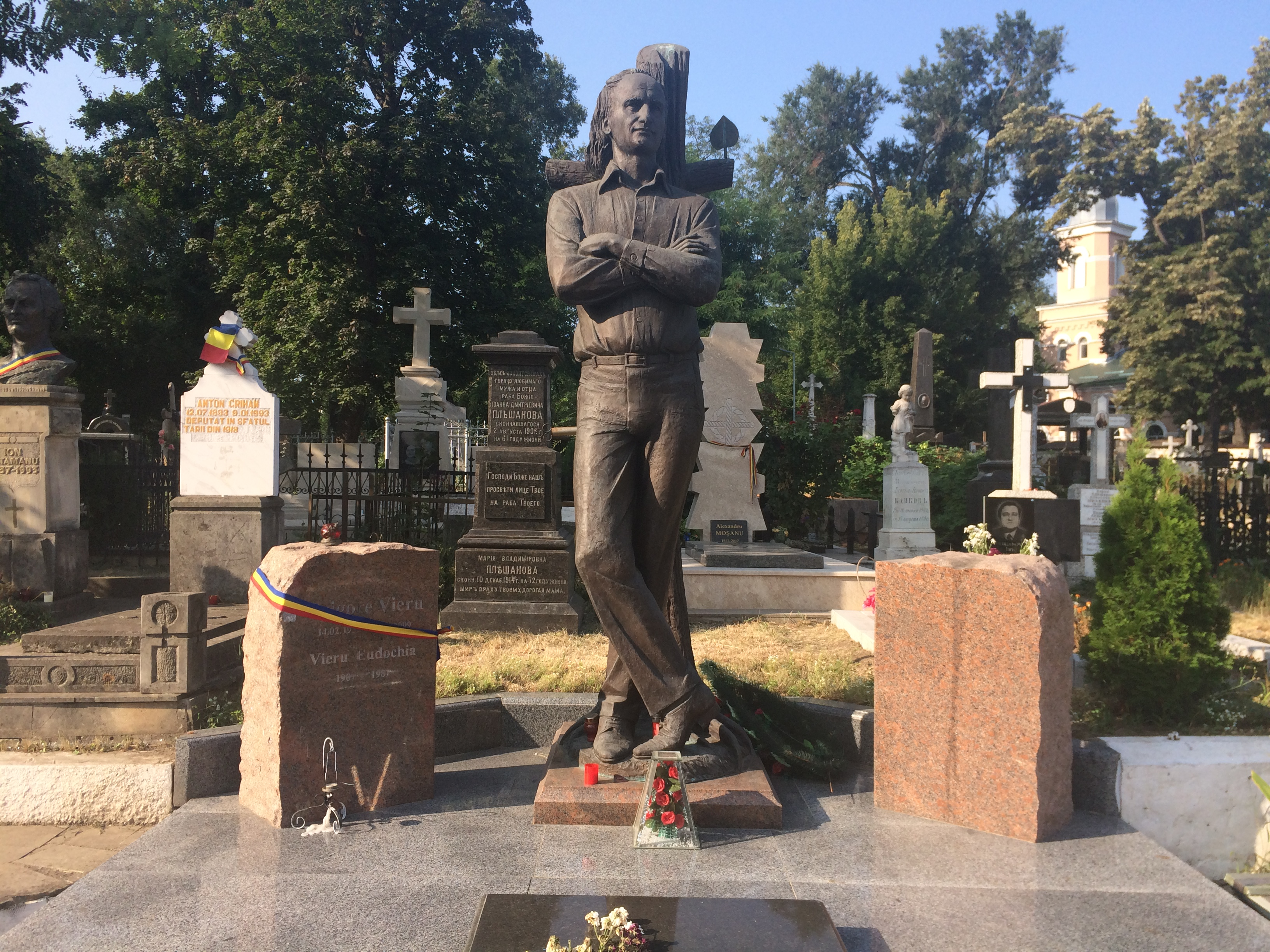
Grób poety na Cmentarzu Centralnym w Kiszyniowie

15 stycznia 2009 uczestniczył w obchodach 159. rocznicy urodzin Mihaia Eminescu w Kagule. W nocy z 15 na 16 stycznia samochód, którego był pasażerem, wjechał w barierę ochronną przy drodze. Poeta został przewieziony do szpitala w Kiszyniowie, gdzie zmarł 18 stycznia w wyniku obrażeń odniesionych w wypadku. Został pochowany 20 stycznia na Cmentarzu Centralnym w Kiszyniowie. Dzień ten był również dniem żałoby narodowej w Mołdawii. Sprawca wypadku, Gheorghe Munteanu, ówczesny zastępca dyrektora zespołu tanecznego Joc, został skazany na 5 lat pozbawienia wolności w zawieszeniu na 2 lata.

## Życie prywatne

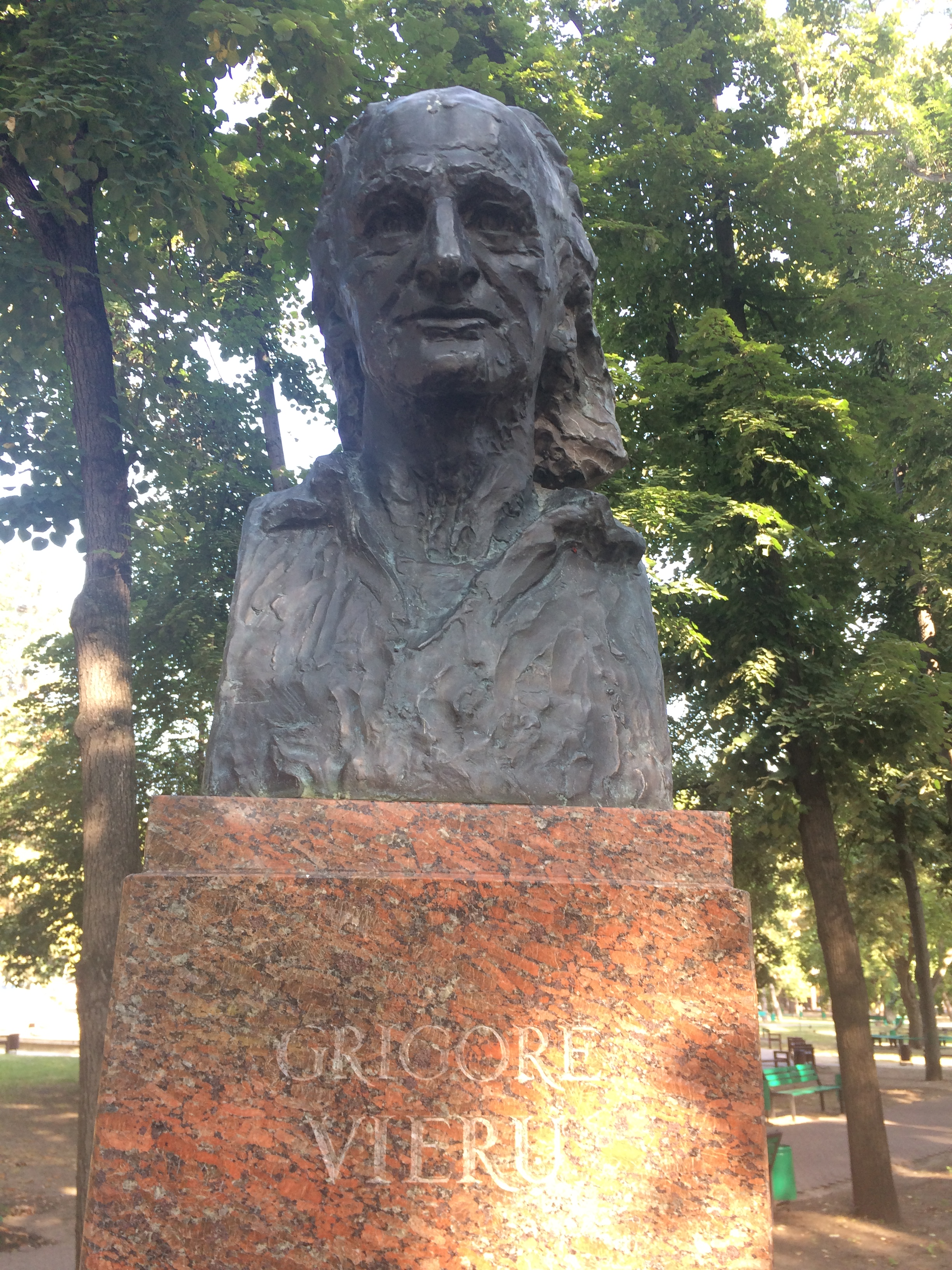
Popiersie Vieru na Alei Klasyków

8 maja 1959 poślubił Raisę Nacu, nauczycielkę języka rumuńskiego i łaciny. 16 czerwca 1960 urodził się ich pierwszy syn, Teodor, a 19 czerwca 1965 – kolejny syn, Călin.

## Nagrody i odznaczenia
W 1978 roku otrzymał Nagrodę Państwową Republiki Mołdawii za Un verde ne vede!. W 1993 roku został honorowym obywatelem Bacău. W 1996 roku odznaczony Orderem Republiki, ponadto pośmiertnie odznaczony Krzyżem Wielkim Orderu Gwiazdy Rumunii. W 2005 roku otrzymał tytuł doktora honoris causa Uniwersytetu Pedagogicznego im. Iona Creangi w Kiszyniowie.

## Upamiętnienie

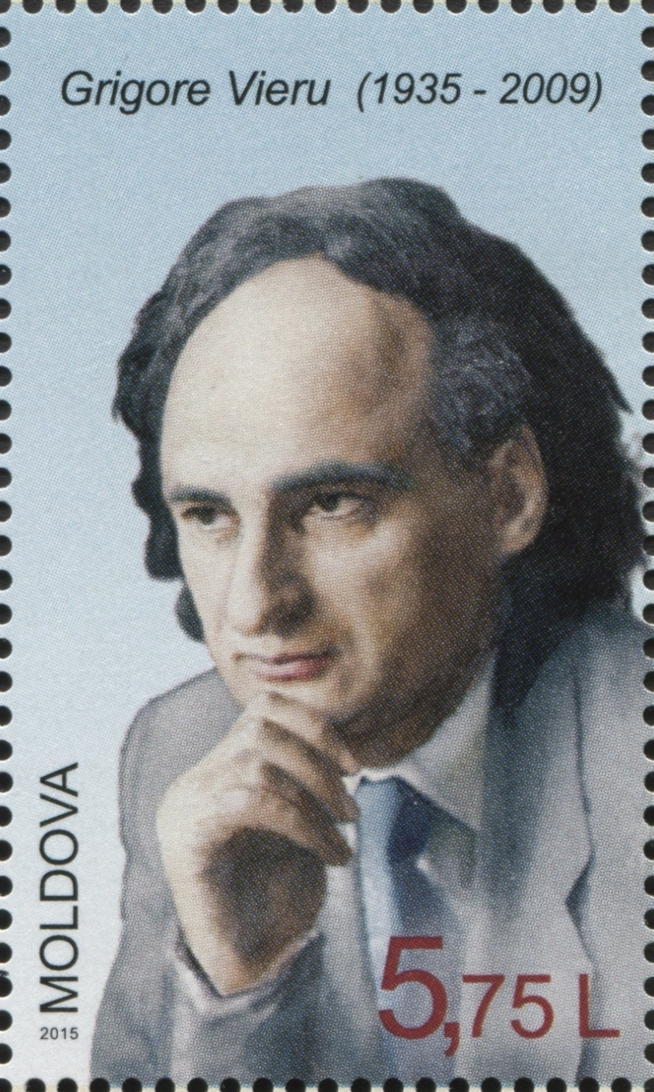
Znaczek mołdawskiej poczty z wizerunkiem Vieru

12 lutego 2010 jego popiersie zostało odsłonięte na Alei Klasyków, jednocześnie podjęto też decyzję o zmianie nazwy bulwaru Renașterii na bulwar Grigore Vieru. Ponadto jego imię nosi też jedna z ulic w Jassach i kilka szkół w Mołdawii. W lutym 2015 z okazji 80. rocznicy urodzin poety Poșta Moldovei wydała serię znaczków z jego wizerunkiem. W listopadzie 2015 Narodowy Bank Mołdawii z okazji 80. rocznicy urodzin poety wydał monety o nominale 100 lei z jego wizerunkiem.